# Zápara
Les Zápara (parfois orthographié Sapara) sont un peuple indigène d'Amazonie présents au Pérou et en Équateur. Ils appartiennent à l'ensemble linguistique zaparoan.

## Les territoires Zápara

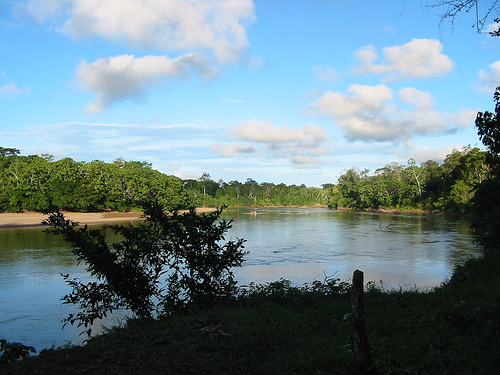
Le río Curaray

Ils vivent le long des fleuves Conambo et Pindoyacu et sur le haut Curaray en Équateur (province de Pastaza), et le long du Tigre au Pérou dans la province du Loreto. Ils possédaient autrefois un territoire beaucoup plus vaste qui s’étendait (du XVIIIe et XIXe siècle) de près de 12 000 km2 des ríos Pastaza à Curaray et du piémont andin à la frontière péruvienne.
Le nom « Záparo » vient du panier fait de lianes bejuco fendues en deux et deux fois tressées, entre lesquelles des feuilles imperméables sont placées, et d’un couvercle travaillé de la même façon, dont les Zápara se servent pour mettre leurs vêtements et autres biens au sec (Simson 1877). Eux-mêmes s’autodésignent káyapwö (Tessmann 1999).
Aujourd'hui ils se désignent comme "Zápara". Ils sont estimés à 250 personnes en Équateur et une centaine au Pérou.
En Équateur, ils sont reconnus comme formant l’une des treize nationalités indigènes (voir : Confédération des nationalités indigènes de l’Équateur - CONAIE).

## Histoire des Zápara
Les Zápara sont considérés comme les premiers occupants de la région amazonienne qu’ils occupent toujours aujourd’hui. Avec d’autres populations du même groupe ethno linguistique, de la famille Záparo, ils formaient l’un des peuples les plus nombreux de l’ouest du bassin amazonien.
Les populations Gae et Semigae ont disparu. Seuls subsistent encore aujourd'hui à côté des Zápara :
- Les Iquito du río Nanay et de son affluent, le Pintoyacu au Pérou.
- Les Andoa qui vivent sur le fleuve Pastaza, au Pérou.
- Les Arabela qui vivent sur les bords du río Arabela, affluent du bas Curaray au Pérou, ils habiteraient l’ancien territoire des Semigae.

### Destruction et assimilation
À la fin du XVIIe siècle, époque des premiers contacts avec les colons venus d’Europe, on estime leur nombre à plus de 100 000 personnes. Un siècle plus tard au début de la « fièvre du caoutchouc » il n’étaient plus que 20 000. Décimés par les massacres, les épidémies apportées par les nouveaux arrivants, l’esclavagisme et le travail forcé dans les plantations d'hévéas, les guerres et les conflits avec d’autres groupes délogés de leurs propres territoires, assimilés par la culture nationale équatorienne.

### La division entre Équateur et Pérou
Les derniers survivants sont séparés par le conflit territorial entre l’Équateur et le Pérou en 1941 (le Pérou annexant la plus grande part de l’Amazonie équatorienne). En 1975, un texte publié en Équateur affirme : «Dans ce pays, les Zápara ont officiellement disparu».

## Patrimoine culturel immatériel de l'humanité
En 2001, leurs manifestations culturelles et orales ont été inscrites sur la liste du patrimoine culturel immatériel de l'humanité par l’UNESCO. Cette reconnaissance, a permis la mise en place par les locaux ou autochtones, soutenus par des associations et parcimonieusement par les gouvernements de l’Équateur et du Pérou, de programmes de renaissance de la langue et de la culture Záparo.
On compte aujourd'hui en Équateur moins de cinq locuteurs « fluides » (et âgés) de la langue. Au Pérou, il n'y a plus aucun locuteur. Pour pallier cette situation, de façon volontaire, les Zápara ont choisi de mettre en place un système éducatif trilingue (zápara, kichwa, espagnol), où les derniers locuteurs enseignent aux enfants la langue : vocabulaire, chants. Un dictionnaire a été réalisé par Carlos Andrade, et distribué aux familles. Malgré de grandes difficultés et le manque de moyens, cet apprentissage produit déjà des résultats parmi la jeune génération. Les premiers futurs professeurs zápara sont en formation, ce qui représente un espoir supplémentaire face à la grande difficulté de trouver des enseignants, les métis s'adaptant mal aux conditions de vie amazoniennes. L’UNESCO a également commandé une étude linguistique complète de la langue Záparo publiée en 2008.
Les langues usuelles actuelles sont principalement celles des populations voisines qui se sont installées sur le territoire traditionnel Zápara et mêlées à eux: le kichwa (quechua) en premier lieu, et l'espagnol dans une moindre mesure puisque l'on remarque que les femmes le maitrisent peu ou pas.

## La culture Zápara
Autrefois semi-nomades, les Zápara ont développé une culture orale riche de connaissances sur leur environnement naturel, comme l'attestent le vocabulaire sur la faune et la flore, les pratiques thérapeutiques associées à la connaissance des plantes médicinales de la forêt. Ce patrimoine culturel s’exprime à travers leur cosmologie et leur mythologie ainsi qu’à travers leurs rituels, leurs pratiques artistiques et leur langue, dépositaire des mythes et légendes qui retracent l’histoire de leur peuple, mais aussi celle de toute la région.

## La destruction du territoire Zápara
Actuellement, et comme d'autres populations voisines du piémont et des basses terres amazoniennes d'Équateur et du Pérou, les Zápara tentent de s’opposer à l’exploitation des ressources minières, forestières et principalement pétrolières de leur territoire.

### Le pétrole amazonien
L'Équateur est un producteur important (530 kbbl/j de brut) disposant de vastes réserves dans l'Oriente,  en particulier dans le bassin du Putumayo (près de 5 Gbbl), même s'il s'agit presque uniquement de pétrole lourd chargé en soufre. Du côté péruvien de nouveaux gisements de gaz, dans la région de Camisea en Amazonie péruvienne permettent l'exportation de gaz naturel dans la basse vallée du río Urubamba (1,88 milliard de m³ en 2007) , et de nouvelles réserves de pétrole lourd ont été identifiées dans le bassin du Marañón dans la province du Loreto.
La construction par des compagnies pétrolières, sous concession octroyées par l’État équatorien, de puits de pétrole, la construction d'oléoducs, et de routes, met gravement en danger l’intégrité du territoire et de l’écosystème, le mode de vie et l'éventuelle renaissance culturelle du peuple Zápara.

## La Confédération des nationalités indigènes de l'Équateur

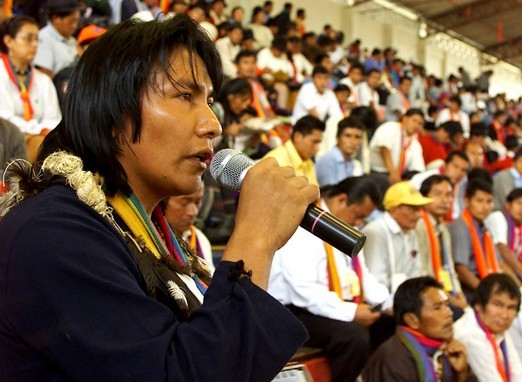
Bartolo Ushigua représentant Zápara au IIe congrès de la CONAIE 23 décembre 2004

En Équateur, depuis quelques années, les Zápara ont créé leur organisation, qui leur permet de se faire entendre au niveau régional à travers la CONFENIAE – (Confédération des Nationalités Indigènes de l’Amazonie Équatorienne), et au niveau national, au travers de la CONAIE (Confédération des nationalités indigènes de l’Équateur).

### Filmographie
- Pierre Bessard, La Prophétie de Piatsaw 2005.